# アルベリーコ1世・ディ・スポレート
アルベリーコ1世・ディ・スポレート（Alberico I di Spoleto、? - 925年）は、カメリーノ侯でスポレート公（在位：898年 - 922年）である。

## 略歴
914年、アルベリーコはヨハネス10世と同盟を組み、915年に教皇軍と共にガリリャーノにおいてサラセン人（イスラム帝国）を敗走させた。この功により、ローマの執政官に任命された。また、トゥスクルム伯テオフィラットとテオドラの娘マロツィアと結婚し、息子アルベリーコ2世をもうけた。
息子アルベリーコ2世はスポレート公位を継承できなかったがローマの支配者となり、その子孫はトゥスクルム家としてローマで権力を握り、多くの教皇を出した。